# Lehoczki László
Lehoczki-Spider László, több helyen Lehóczki (Miskolc, 1958. augusztus 16. – ) a miskolci Spider Mentőcsoport vezetője, Miskolc díszpolgára; Miskolc önkormányzati képviselője. A Nép Pártján Mozgalom miskolci polgármesterjelöltje a 2024-es magyarországi önkormányzati választáson.

## Élete, munkássága
Az általános iskola után a 101-es Szakmunkásképzőben (ma Miskolci SZC Szemere Bertalan Technikum, Szakképző Iskola és Kollégium) kitanulta az erősáramú villanyszerelő szakmát, majd érettségi vizsgát tett. Ezt követően a MÁV-nál dolgozott villanymozdony-műszerészeként, emellett kutyákat oktatott, elsősorban ismerősök számára. A polgári védelem felkérésére vállalta katasztrófakutyák kiképzését, a vadász- és az őrző-védő, valamint a személykereső kutyák mellett. Első sikerként 1992-ben egy eltűnt idős embert találtak meg. A csapat egyre ismertebb lett, több riasztást kaptak, és a csapat személyi állományát is fokozatosan bővítették búvárokkal, sziklamászókkal, mentőorvosokkal, katasztrófavédőkkel stb.

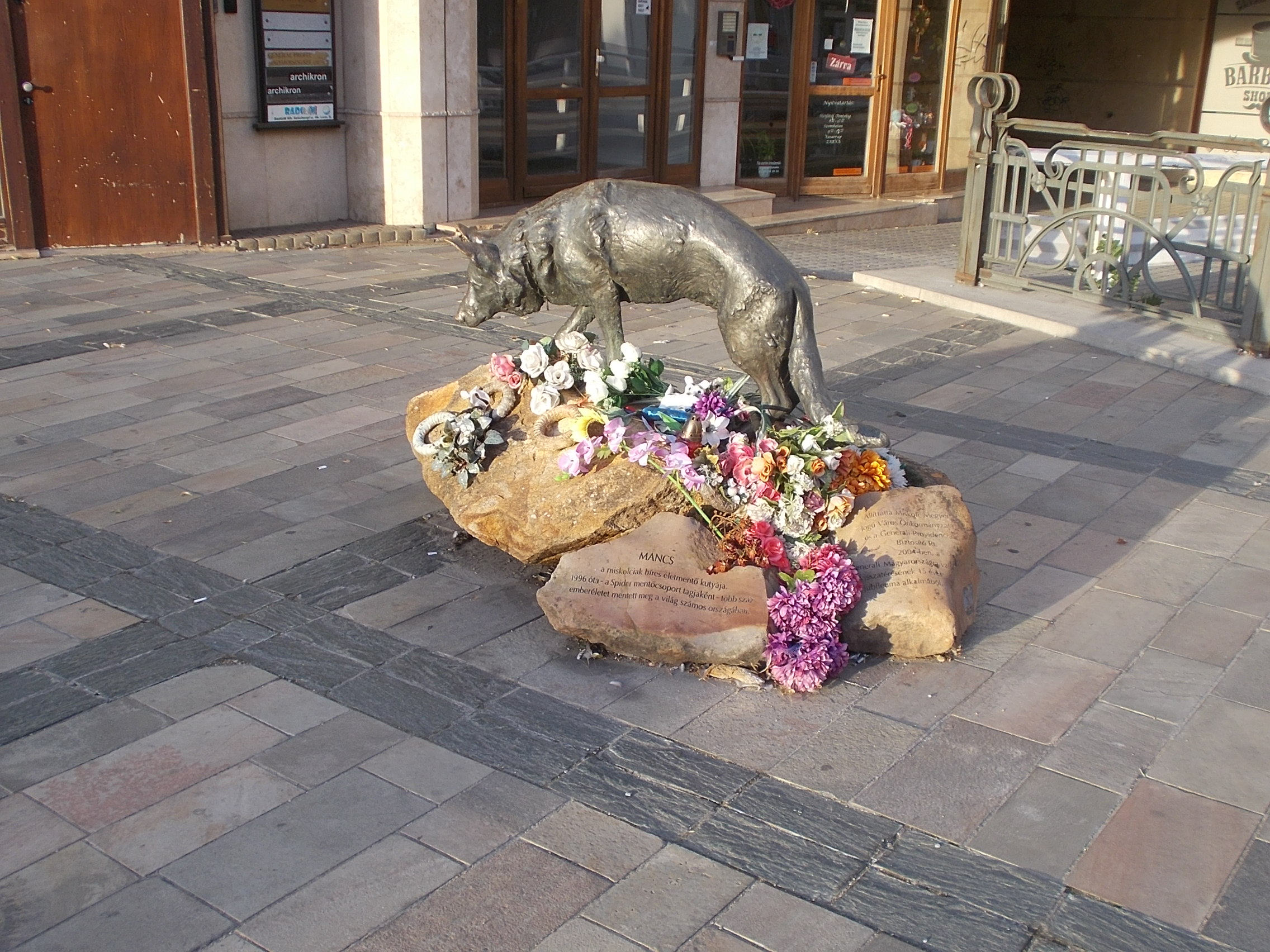
Mancs szobra Miskolcon

1996-ban megalakította a Spider Miskolci Speciális és Felderítő Mentőcsoportot, amelynek tagjai önkéntesek, saját kutyáikkal és felszerelésükkel végzik mentési és felderítési tevékenységüket. Külföldi mentésekben is részt vettek, amelyek közül a legismertebb az 1999-es izmiti földrengés mentési munkáiban való részvételük, amelynek során Lehoczki Mancs nevű kutyája egy életben lévő hároméves kislányt talált meg a romok alatt. A Spider csapat és Mancs ezután nemzetközi hírnévre tett szert. Mancs 2004-ben, még életében szobrot kapott Miskolc belvárosában, amit a helyiek nagy becsben tartanak. A kutya szobrának másolatát 2023-ban İzmitben is felállították. A Spider Mentőcsoport évente 120-150 riasztást kap, hazai és külföldi mentésekben vesz részt. A csapat tagja Lehoczki lánya, Niki is. Lehoczki László 2019-ben szívinfarktust kapott, ami után sikeresen felgyógyult, és azóta is tovább folytatja karitatív tevékenységét. 2022 végén megjelentette Volt egyszer egy Mancs című, a híres mentőkutyáról írt könyvét.
A Spider Mentőcsoport 2010-ben Megyei Prima díjat, 2015-ben Európai Polgári díjat kapott, Lehoczki László 2015-ben elnyerte a miskolci Pro Urbe díjat, 2023-ban pedig Miskolc díszpolgára lett. 2023 áprilisában Lehoczki László és a Hope nevű kutyája, a HUNOR Mentőszervezet részeként török állami kitüntetésben (Hála kitüntetés, Decoration of Gratitude) részesült. Hope 2024-ben elnyerte az Év Hős Kutyája címet. Lehoczki László 2024-ben megkapta a Magyar Arany Érdemkereszt Polgári Tagozata kitüntetést.